# Moros y Cristianos en la Comunidad Valenciana
Los Moros y Cristianos son una fiesta caracterizada por estar fuertemente arraigada a la historia. En el caso concreto de la fiesta en la Comunidad Valenciana, puede considerarse como un juego de guerras, una imitación de la guerra, la mayor conquista para las tierras valencianas. Cuando Jaime I conquistó las tierras de Valencia hace alrededor de 800 años, su victoria da una nueva lengua y una nueva religión, distintas a las anteriores y que perdurarán hasta nuestros días. Este hecho ha sido un motivo de demostración de poder y dominio social, lo que ha llevado a la rememoración y celebración de diversas formas de esta tan importante conquista.
Esta fiesta, "la Festa", se extiende desde hace muchos años, de hecho se encuentran citas a fiestas consideradas de moros y cristianos en Lérida en 1150. Actualmente existen más de 250 poblaciones dentro y fuera de la Comunidad Valenciana que celebran fiestas relacionadas con el Moros y Cristianos.

## Características definitorias de la fiesta de Moros y Cristianos
Se considera que la fiesta está compuesta por una Trilogía Festera.
- Entradas-Procesiones-Embajadas. Lo que se consideraría la fiesta popular.
- Rememoración histórica.
- Fiesta religiosa.

Aunque no todos los pueblos siguen una misma estructura de la fiesta, en algunos hay danzas, bailes, representaciones teatrales...
Otra característica de las fiestas de Moros y Cristianos es la música, lo que está muy relacionado con el fenómeno musical existente en la Comunidad Valenciana, donde existen 550 agrupaciones musicales, con sus respectivas escuelas de música (que representan el 50% del total de escuelas musicales en España). La fiesta de Moros y Cristianos ha llevado consigo la creación de obras concretas y específicas, con un ritmo y sonidos propios, para esta fiesta. Pasodobles, marchas moras, marchas cristianas, música para ballets, paso moros, pasodobles contrabandistas, pasodobles maseros, pasodobles "dianers"...

## Historia
La fiesta tiene su origen en mitos generados por los enfrentamientos históricos de los pobladores cristianos, en un primer momento con los musulmanes que habitaban la franja occidental del Mediterráneo y, más tarde, con los turcos de la franja oriental del Mediterráneo.
La razón inicial y el desencadenante de la fiesta fue la victoria de los seguidores de la religión cristiana contra los musulmanes. Así se quiere demostrar la superioridad de una creencia hacia otra y para ello había que apelar a los sentimientos, por eso los hechos extraordinarios cobran gran importancia.
En las tierras valencianas, la convivencia de cristianos y musulmanes, tanto en época de la dominación musulmana como después de la victoria cristiana, fue muy larga e intensa, lo que supone el nacimiento de conflictos culturales, religiosos, económicos y sociales. Estos conflictos persisten de hecho en la sociedad hasta nuestros días.
Se puede afirmar que el origen de la fiesta actual está en cuatro factores que provocan el paso de un hecho histórico a un acto festivo.
- Las fiestas monárquicas. Dentro de esta catalogación tenemos tres actos diferentes:

1. Entradas triunfales de los reyes en todo su territorio. Jaime I conquistó Valencia el 28 de septiembre de 1238.[4] Ese día se produce la entrada del rey y de sus tropas, aunque no estarían en condiciones de hacer una gran entrada después de tanto tiempo de asedio de la ciudad. Es ésta la razón por la que la celebración que ha llegado hasta nuestros días es fechada al 9 de octubre, y consistía en una misa y un Te Deum (acción de gracias a Dios), actos que se llevaban a cabo en la mezquita árabe, aprovechando los actos para consagrar al cristianismo este templo musulmán, convirtiéndose así en iglesia que acabaría siendo la Catedral de la ciudad. Desde que el rey Jaime I salió del palacio donde vivía el anterior rey Zayyan y llegó a la mezquita, hizo un desfile con las mejores galas, acompañado por los caballeros de mayor confianza y el clero, que a partir de ese momento conduciría la vida espiritual de la nueva ciudad cristiana de Valencia.[3] Esta celebración fue repitiéndose a lo largo de los años para conmemorar la triunfal entrada de Jaime I y la victoria del cristianismo, como manifestación de poder y dominio. De hecho queda constancia de la celebración del bicentenario de la conquista de Valencia, el 9 de octubre de 1438, durante el reinado de Alfonso el Magnánimo; con una entrada medieval en la ciudad de Valencia.[5] En este desfile se trataba de rememorar lo más fielmente la entrada del rey Jaime I. En la comitiva participaban, además de los estamentos reales, civiles, militares y religiosos, vestidos al estilo medieval, también se pudieron contemplar moros que representaban al rey Zayyan y a sus súbditos, lo que se parecería mucho a una representación, aunque en aquella época, lo normal sería que los musulmanes no fueran gente disfrazada, sino más bien mudéjares que seguían conviviendo en la ciudad de Valencia. Tanto revuelo levantó esta conmemoración que se volvió a repetir en 1538, 1638, 1738, 1838, es decir, cada cien años, estableciéndose a partir del siglo XIX como una fiesta anual, parecida a la que conocemos actualmente.[3]
2. Fiestas de coronación. La celebración de la coronación de un nuevo rey era obligada, por mandato real, en todos los pueblos, villas y ciudades, aunque no estuviera presente el rey. En estas celebraciones los bailes y la música en general estaban siempre presentes, y como tanto Alfonso el Magnánimo como su padre Fernando de Antequera tenían una gran afición a los bailes y músicas árabes y moriscas, para todas sus fiestas hacían actuar músicos y bailarines musulmanes.[3]
3. Justas y juegos medievales, tales como el "juego de cañas", muy popular en el reinado de Alfonso el Magnánimo, consistente en que, por un lado, los jinetes hacían carreras con los caballos y con las cañas se golpeaban para ver quién caía al suelo. Por otra parte, había juegos de acrobacia y demostración de malabares con las cañas. Estos juegos pueden considerarse el origen de los actuales torneos de los desfiles de Morella y Algemesí.[3]

- Las fiestas populares y fiestas religiosas. Dentro de ellas cabe mencionar fundamentalmente las fiestas patronales. Fiestas que en su gran mayoría tienen un origen pagano y más tarde sacralizado por la Iglesia Católica. Así, los primeros patrones están muy relacionados con la agricultura, la ganadería y los ciclos climáticos, Abdón y Senén, San Roque, Santa Bárbara, etc. Santos protectores de las inclemencias del tiempo y de los animales. Más tarde las cofradías primero y los gremios más tarde, también adoptaron como protector a un santo o santos que los representaba por algún motivo.[3] Las fiestas patronales son las principales fiestas en todos los sitios. Las fiestas tienen una parte espiritual, representada por misas, novenas, procesiones, etc.; y una parte popular, donde entran los banquetes, los bailes, los disparos de cohetes... Por tradición, el disparo correspondía al gremio que celebraba su patrón; esto desapareció en 1836, cuando se disolvieron los gremios, pasando a ser las milicias las encargadas de los disparos.[6] Estos patrones fueron elegidos en un momento determinado de la historia de los pueblos, donde el colectivo pidió ayuda divina mediante plegarías y procesiones para acabar con las pestes, la sequía, las inclemencias climáticas de cualquier tipo, e incluso para acabar con el enemigo, que en los pueblos de nuestra tierra solía estar identificado con los invasores extranjeros, árabes, turcos, piratas, etc. Como ejemplo, el desembarco de Villajoyosa rememora el ataque berberisco de 1538.[3] Sin embargo, entre los siglos XIII y XVI las fiestas religiosas eran, además de las de la religión católica, también musulmanas y judías, dado que las tres religiones convivían en el territorio valenciano. Entre las fiestas más celebradas de los musulmanes destaca el Ramadán, a cuya finalización se llevaban a cabo grandes comidas con bailes y danzas propias, con una música muy particular, conocida con el nombre de sambra, que es el precedente de la samba.[7] También había juegos de fuerza, peleas, justas, juegos de cañas, así como exhibiciones y carreras de caballos.[3]
- El teatro. En el siglo XIII se escribieron los libros que serían más tarde los fundamentos de todas las leyendas que conocemos hoy en día respecto a los santos y los mártires. Dentro de todos estos santos, hay dos muy relacionados con la fiesta de Moros y Cristianos, destacando también en toda la geografía española: San Jaime y San Jorge. Los dos eran identificados como luchadores contra el moro, Sant Jaume, conocido como "mata moros", y Sant Jordi, que baja del cielo para ayudar con sus flechas a acabar con los moros en batallas como las de Alcoy o la de Bañeres.[3]

Como las vidas de los santos no podían representarse fuera de las iglesias, en la calle surgió un género teatral nuevo: el Despojo del moro. Se trataba de una especie de monólogos de un personaje particular frente a una figura religiosa, al que le cuenta sus pesares y finalmente abjura de su religión original para convertirse al cristianismo. También puede expresarse como parlamento entre el capitán cristiano y el moro, de forma que el primero acaba convenciendo al segundo para convertirse al cristianismo. Estos actos todavía se destacan en algunas de las fiestas de Moros y Cristianos actuales, como en el caso de Bocairente, Villena, Bañeres o Elda. 
Las representaciones teatrales que se realizaban dentro de las iglesias, se llamaban autos sacramentales, y entre ellos los más antiguos datan del siglo XIII, La Adoración de los Reyes Magos. En la Comunidad Valenciana hay más de un auto sacramental que ha llegado desde la época de Jaime I a nuestros días, como es el caso del Canto de la Sibila (recuperado en Gandía, Onteniente, Ollería) declarado Patrimonio Cultural de la Humanidad en Mallorca y Alguer; o el Misterio de Elche, asimismo declarado Patrimonio Cultural de la Humanidad. 
Otros subgéneros que existían en la época eran, por ejemplo, las comedias de moros, que se conocían como “entremeses turcos”. Estas representaciones son parte de la fiesta propiamente dicha, eran propaganda católica en las calles de los pueblos. Trataban de incidir en la voluntad de cristianización de los súbditos de religión musulmana. La fiesta principal a partir de esa época será la Semana Santa. 
Por último tenemos los textos del simulacro de batallas, que ya se representaban en el siglo XI, dando lugar a textos específicos a partir de los entremeses del turco y de las comedias de moros castellanas. Un personaje destacado en estos textos y que existe hoy en la fiesta es la figura del Embajador, tanto el cristiano como el moro (llamado Emir), quien iba a hacer de negociador con el otro bando y llevar adelante el trato, además era el portador de las misivas reales a otros reyes. Hay historiadores clásicos que justifican la Fiesta de Moros y Cristianos en estos personajes y en su acción.
- La soldadesca. Se conoce por ese nombre el conjunto de soldados, su organización y formación. Son llamados igualmente milicias, de militares; o como tercios, de tres partes: infantería, caballería y marina.[3] En el Reino de Valencia ya existía en tiempos del rey Jaime I un ejército ligado al rey, militares profesionales, mercenarios, que también se llaman almogávares. Había un conjunto de soldados con funciones muy concretas, como el conocido como Centenar de la Ploma, cien ballesteros que protegían la Senyera real.[3] Asimismo había órdenes militares (servían al Rey pero también a la Iglesia): Templarios y Hospitalarios que evolucionan en la orden de Montesa y la orden de San Jorge de Alfama.[3] Además podemos encontrar las llamadas milicias regulares (estaban conformadas con regularidad), reales (cuando servían al Rey y se conocían como realistas en las villas reales) o efectivas (convocadas en un momento puntual para hacer frente a un problema concreto. En este caso pueden ser voluntarios o de captación forzosa). Normalmente eran milicias comandadas por el noble o el señor de un territorio, quien sufragaba sus gastos, así servían al señor, al Capitán. Lo destacable de estas milicias es que su organización interna es la que existe en la actualidad en la estructura general de la Fiesta.[3] Así existen el: capitán, alférez y sargento.[3] El capitán o el sargento, según el tamaño del grupo que tiene bajo sus órdenes, pasa revista a las tropas con el desfile militar correspondiente: Despertà y Diana en la Fiesta.[3] Los alféreces son los que exhiben, ondean o voltean la bandera.[6] En las milicias existen otros cargos, como el de los músicos. El acompañamiento musical es de gran importancia y al menos tenían uno o dos tambores y un pifre o clarines.[3] Otro aspecto a tener en cuenta es el del armamento: aunque las compañías pueden variar de número, no lo hacen de armamento. Una compañía, o milicia, a partir de los siglos XVII-XVIII debía tener un número de piqueros, arcabucero y mosquetero, tres partes: tercios. De aquí viene, por ejemplo, uno de los nombres más antiguos que se encuentran en las filaes morocristianas, los mosqueteros o tercios.[3]

Las entradas triunfales tanto de los reyes como de los gobernantes e incluso de las autoridades eclesiásticas, evolucionan hoy en día hacia las Entradas morocristianas. Las procesiones “salvadoras” y otros actos religiosos se convierten en las actuales procesiones de los patrones, misas y otros eventos religiosos. Del teatro, sobre todo de los textos surgidos del simulacro de batallas, proceden actualmente las Embajadas o los Despojos. Además tenemos actos más relacionados con la soldadesca, como las Dianas/Despertades, es decir, desfiles militares y disparos de arcabucería y Alardos. Y cómo no, todo acompañado al sonido de una música muy particular, pasodobles y marchas moras y cristianas entre otros.

### Los inicios
La documentación más antigua que demuestra la celebración o el enfrentamiento festivo, es decir, ficticio, entre cristianos y moros nos habla de la danza alegórica representada en Lérida en 1150 en la boda de Ramón Berenguer IV, conde de Barcelona, con Petronila, hija del rey de Aragón Ramiro II el Monje, que supuso además la unión de Aragón y Cataluña; por tanto, se trata de una fiesta monárquica.
Otro simulacro de enfrentamiento documentado entre moros y cristianos a cargo de tropas catalano-aragonesas tuvo lugar después de la conquista de Ceuta en 1309.
En 1373 se representó una batalla terrestre-naval en Valencia, representación que nos recuerda a las naumaquias romanas. Estas celebraciones se producían hasta el siglo XVI sólo en las grandes ciudades, organizadas gracias a las cofradías o gremios, muy raramente organizadas por los nobles.
La primera vez que se documenta que la Fiesta de Moros y Cristianos está ligada a una festividad religiosa, es en Murcia en 1488 y 1495, por la visita de los Reyes Católicos, y se celebraron en honor a san Patricio. Ya en los siglos XVI y XVII se puede documentar la existencia de fiestas llamadas “fiestas de turcos o moros y cristianos”, con una gran variedad de actos como comedias, actuaciones sacramentales y simulacros de batallas. La fiesta fue exportada a América por los conquistadores valencianos; así se puede encontrar documentación de 1532 de fiestas en México, algunas de las cuales todavía perviven.
En concreto, en la Comunidad Valenciana están documentadas desde 1438 en adelante o las de Denia desde 1599.

### La fiesta moderna de Moros y Cristianos
A partir de 1741 puede decirse que comienza la evolución de la fiesta hacia la actual fiesta moderna de moros y cristianos. Se elige esta fecha porque es el año en el que, tras la prohibición del uso de pólvora en las fiestas (impuesta por Felipe V al derribar al archiduque Carlos de Austria), Alcoy recupera el simulacro de moros y cristianos, por petición popular y con la autorización del capitán general de Valencia, el marqués de Caylus, que permitiré el uso de arcabuces y mosquetes en las fiestas de Sant Jordi de Alcoy.
A partir de ese momento se instaura una secuencia ritual de actos que se distribuyen a lo largo de tres días, que dará más tarde lo que se conoce como “Trilogía festera”, que nace en Alcoy y que se caracteriza por la consecución de tres tipos de fiesta, una militar, una religiosa y otra popular (las tres fundamentadas en un elemento histórico), en tres días.
La fiesta militar tendría las raíces en los alardos de las milicias urbanas, actos que se desarrollen durante la primera jornada de fiesta; la fiesta religiosa, representada por las romerías, procesiones, misas y ofrendas, actos que ocupan la segunda jornada festera; y la fiesta popular, consistente en una representación teatral al aire libre, rememorando unos hechos históricos relevantes por los pueblos donde se representan, llevados a cabo durante la tercera y última jornada de fiesta.
Además, a partir de esa fecha, se produce la estructuración del colectivo festero, con las Comparsas (también conocidas como filaes), que tienen su origen en la manifestación lúdico-social de la nueva clase burguesa que estaba surgiendo en ese momento; y más tarde aparece la Entrada, como acto festivo relevante.
La primera entrada del año 1741 está constituida por un vistoso paseo de capitanes y oficiales; y en ese año no había más que dos compañías. El acto de la Entrada queda constituido como tal, según los estudiosos, a partir de 1839, año en el que se crea una reglamentación del acto.
Respecto a las filaes o comparsas, como tales no existen realmente hasta el año 1804, año en el que se encuentra documentación en Alcoy en la que se hace referencia a filaes o comparsas en vez de compañías.

## La fiesta
La fiesta de Moros y Cristianos no es un carnaval, ni se trata de una fiesta de disfraces. Para los festeros, la fiesta es una filosofía de la vida, una forma de vivir con respeto social.

### Personajes festeros
- Festera/Festero. Sin duda el personaje más importante. Ejercen diversas funciones y se agrupan en escuadras, compañías, comparsas o filaes, que al mismo tiempo se organizan en entidades más grandes, como federaciones, hermandades, juntas, asociaciones, etc.[12]

- Filaes, compañías o comparsas. Entidades autónomas regidas por unos estatutos, que en la mayoría de los casos están registradas como asociaciones culturales sin ánimo de lucro. Tienen una organización interna (presidente, secretario, tesorero, vocales y otras funciones, como cocinero, asesor musical, contratista furrier, cronista de la filà, etc.) Las hay del bando moro y del cristiano. Su nombre está relacionado normalmente con la cuestión histórica, aunque a veces se producen anacronismos, como llamar a la comparsa "los contrabandistas"[12]

- Escuadra o batallón. Se trata de la unión de diez o doce festeros / festeras; pueden ser de diez a doce hombres sólo, mujeres sólo, o mixtas. Hay poblaciones en las que las escuadras tienen una organización propia e independiente. Si el grupo es mayor (20, 50 o 1000,  se les llama batallón. Hay escuadras especiales e incluso escuadras de negros (festeros que se pintan la cara de negro en las escuadras de moros)[12]
- Cabeza/Jefe de escuadra. El que dirige, forma y manda la escuadra y el batallón, especialmente en actos como la Entrada y Diana. Este personaje debe tener una especial destreza en el baile al compás de música y en el juego con el arma, sable, espada, porra, lanza, etc. Hay pueblos donde se hacen concursos de jefe de escuadra. Pueden actuar solos o acompañados, de hecho hay escuadras que tienen dos jefes que combinan sus movimientos. El conjunto de jinete y caballo se llama bateador o gastador.[12]
- Primer Trueno. Denominación que recibe el presidente o presidenta de la filà en los actos comunales. El cargo de presidente es rotativo, con diversa duración según sus estatutos. Suelen elegirse por votación y es el encargado de formar su junta. El nombre se debe a que tiene el honor de iniciar el disparo de arcabucería en la Embajada.[12]
- Cop. La figura del "cop" es la que hace el último disparo o trueno, por tanto, es el encargado de cerrar el disparo. Puede contar con un pequeño boato y tiene encargados que le preparean el arma para poder disparar con cierta continuidad. El cargo es por elección y se elige entre los miembros de la filà. El cop porta un trabuco o arcabuz con un ramo de flores dentro, que simboliza la retirada del disparo.[12]
- Sargento. Cargo también relacionado con el disparo de arcabuces. En algunas poblaciones se encarga de controlar las ruedas de disparo en los lugares en los que se haga con orden (Ibi, Sax). En otros es el encargado de dar la señal de inicio del disparo, y al tiempo es la cabeza del batallón (cabeza de escuadra), como ocurre en Sax. En otras poblaciones el cargo es elegido por concurso público (Alcoy).[12]
- Abanderado/Abanderada. Es el portador de la bandera, encargado del baile de la bandera en los sitios donde se celebra este tipo de acto.[12]
- Alférez. Antiguamente estaba encargado de la bandera, de exhibirla y custodiarla, es decir, es el antiguo abanderado. En algunos pueblos, como es el caso de Alcoy, la figura ha tenido una evolución propia y recibe una importancia similar a la del Capitán y sin el atributo de la bandera.[12]
- Embajador/a. Era el portador de las misivas reales y el negociador frente al enemigo. En la Fiesta, se en la actualidad se encarga de declamar públicamente un texto o textos (los conocidos como embajadas, ya sea cristiana o mora), mediante los cuales se explica históricamente el acto. Esto es el motivo por el que este personaje puede representarle a cualquier persona aunque no sea festero.[12]
- Vigia, Centinela, Mensajero, Estafeta. Se trata de personajes secundarios que dicen una frase de alerta o recibimiento de los embajadores; o están encargados de llevar el pergamino o guion, el correo (típico de los mensajeros y estafetas). Suelen ir a caballo.[12]
- Mosén Torregrosa. Es un personaje secundario que encuentran fundamentalmente en la Fiesta de Alcoy, tanto en la entrada cristiana como en las Embajadas, incluso participa en los simulacros de la batalla entre los capitanes. Representa a un personaje histórico que alertó a la antigua población de Alcoy en 1276 del ataque de las tropas de Al-Azraq, participando en la represión del ataque. Hasta 1994 lo representaban descendientes de apellido Torregrosa, pero al no continuar el apellido por falta de descendencia masculina, cada año un festero interpreta a este personaje. Antes de 1840 había una correlación en el bando moro con el nombre del Santón.[12]
- Capitán/a. Es la figura más importante de la soldadesca y, por extensión de la fiesta. Según poblaciones, el capitán puede llegar a ser el protagonista absoluto de la Fiesta. Representan a la propia filá y al pueblo en general. El cargo es rotativo, cada año corresponde a una comparsa distinta. El cargo puede ostentarlo una única persona o un grupo, la familia, padres e hijos o abuelos, y en algunos casos incluso un grupo de amigos o una escuadra. La celebración de la capitanía es una celebración especial dentro del contexto de las fiestas de moros y cristianos. Además de los compromisos que el cargo supone en varios actos, además debe ofrecer al público un espectáculo distinto en los desfiles, especialmente en la Entrada.[12]
- Rodella, Rodela, Paje, Favorito, Madrina. Son varios personajes que pueden acompañar al capitán, pueden ser familiares o personas muy cercanas. Según la edad, el favorito o favorita, puede ser la pareja del capitán/a, acompañándole en todos los actos. El rodella, rodela o paje, es una niña o niño, hijo, sobrino o relacionado. Históricamente es el heredero, que recibe instrucción en el arte de la guerra o en la asunción del poder. Para los niños es una especie de iniciación a la fiesta.[12]
- Damas, Caballeros, Sultanes, Emires. Grupo de acompañantes del capitán, alférez o embajador, damas y caballeros del bando cristiano, sultanes y emires del bando moro. También se les conoce como escuadra del capitán o escuadra del embajador, etc.[12]
- Reina/Rey. Hasta el siglo XIX esta figura era intocable, por lo que no aparecía en la fiesta. Actualmente hay pueblos que sí lo representan (Vila Joiosa)[12]
- Publicador o Pregonero. Personaje encargado de exaltar la fiesta a través del anuncio, publicación o aviso mediante la proclamación de los cargos, una especie de recuerdo de los antiguos juglares. Suele ser un festero/a lo que logra el cargo y hace un discurso público exponente las virtudes de la fiesta y de sus protagonistas.[12]

### La música festera
La fiesta no existiría sin su componente musical. Fiesta y música son un tándem inseparable. La música festera o música de moros y cristianos, es el conjunto de composiciones y obras musicales creadas para su interpretación en el contexto de la fiesta, y por lo que son interpretadas en este ámbito concreto.
Hay autores que consideran que el término música festera es mucho más amplio y que se extendería a toda la música que es propia de cualquier fiesta, fallas, moros y cristianos, hogueras de san Juan, muixerangas...
La música de moros y cristianos, formada por pasodobles, marchas moras y cristianas, entre otras composiciones, tienen en la fiesta un ritmo especial, que le es característico.
La música en la fiesta de moros y cristianos tiene una triple función: acompaña, entretiene, y recrea.
- El acompañamiento. En 1817, en Alcoy, la filà la Llana desfiló acompañada por una banda. Así, en los inicios de la fiesta la música tenía una utilidad militar o paramilitar, por eso las primeras composiciones son realmente marchas militares que acompañaban a la soldadesca, las milicias urbanas y las caballerías. Estaban formadas por instrumentos básicos, un tambor y un pífano o unos clarines. También habían menestrales y los típicos tabal y dulzaina.[12]
- El entretenimiento. Dentro del entretenimiento pueden distinguirse entre el popular, que estaría ubicado en la calle, que puede llegar al desenfreno. Pero también tiene un aspecto culto, diversión que suele ocurrir en los interiores de edificios, aunque no siempre son teatros. La música culta evoluciona hacia una estandarización y popularización, dando lugar a piezas más cortas, interpretadas por formaciones musicales que acaban acompañando a las comparsas de moros y cristianos. Los pasodobles son también parte de la música de la fiesta y tienen un carácter más de diversión y entretenimiento.[12]
- La recreación. La música también crea ambiente, nos traslada a otra época, recrea la historia que celebramos con la fiesta. Una formación mora precisa de sonidos moros y una cristiana de sonidos cristianos.[12]

Respecto a la historia de la música en la fiesta de moros y cristianos, existe documentación que demuestra que las entradas triunfales iban acompañadas de músicos, pero no se puede demostrar que haya música creada propiamente para la fiesta de moros y cristianos antes de 1882, y se trata del pasodoble Mahomet, del maestro Juan Cantó Francés, quien también compuso la pieza de 1880, La primera diana. De esta última fecha es también el pasodoble de Julián Calvo García, Manueles y Fajardos. Podemos destacar otra pieza aunque la fecha no puede verificarse, pero los autores consideran que debe ser de los años 50-60 del siglo XIX, el pasodoble El moro guerrero, de Manuel Ramón Ferrando. Todas estas piezas estaban concebidas para ser tocadas sentados, y por esa razón eran interpretadas en locales cerrados. El primer pasodoble que se considera “calle” es la pieza del maestro José Espí Ulrich. Cuando los pasodobles evolucionan a piezas callejeras cambian el ritmo que se hace más rápido y veloz. También Camilo Pérez Laporta creó en 1894 una pieza para la fiesta el pasodoble El Capitán.
Para interpretar estas piezas era necesario tener una banda completa, pero no todas las filaes tenían presupuesto para contratar una para la fiesta, por lo que muchas filaes continuaban con el acompañamiento de tambores y clarines. Podemos decir que el pasodoble es el género de la música festera por excelencia. Prácticamente cuenta con unas 4000 piezas destinadas a la fiesta. Actualmente la pieza más conocida y tocada es el pasodoble Paquito el Chocolatero, del año 1937, obra de Gustavo Pascual Falcó, y que es utilizada en los desfiles del bando cristiano.
También existen los llamados: 
• pasodoble de diana, composición más lenta, pero con mayor importancia de la percusión, que es la encargada de marcar el ritmo.
• pasodoble contrabandista, con sonidos más propios de Andalucía, que utilizan las comparsas llamadas contrabandistas, andaluces, bandoleros... Destacamos Ragon Falez de 1935 obra de Emilio Cebrián, o Nuestro Cabo, del año 2001 obra de Miguel Ángel Sarrió.
También cabe destacar las marchas moras y cristianas. La marcha mora es el segundo de los géneros que se creó para la Fiesta. Los antecedentes debemos buscarlos en la figura de Emili Arrieta. Este compositor creó en 1850 una ópera titulada La conquista de Granada, en la que se encuentra música de temática “alhambrista”, lo que es parecido a decir que de temática árabe o morisca. Dos de sus discípulos, Tomás Bretón y Ruperto Chapí, ambos compositor de óperas y zarzuelas, continuaron, sobre todo en las zarzuelas, con esta música de ambiente árabe. Debemos destacar la obra La Corte de Granada. Fantasía morisca, del año 1879, obra de Chapí, considerada por los estudiosos del tema como la inspiradora de muchas de las posteriores obras utilizadas en la Fiesta como el pasodoble Mi Barcelona, del año 1911, obra de Julio Laporta Hellín. Y finalmente podemos mencionar la obra del maestro José Serrano Simeón, donde todos los estudiosos están de acuerdo en afirmar que se encuentra la primera marcha mora, Moros y Cristianos del año 1905.
En un primer momento a estas composiciones de inspiración árabe se las conocía como marchas árabes, y presentaban una cadencia propia caracterizada por presentar unas 65 negras/pasos por minuto, a imitación de los bailes árabes.
Ejemplos de marcha árabe también tenemos: A-ben-amet (1907) de Antonio Pérez Verdú; y Benixerrajs (1899) de Camilo Pérez Laporta.
Dentro del género de la marcha mora podemos distinguir una especie de subgénero, el paso moro, se trata de un pasodoble asentado con melodías árabes, ejemplos son: La arenga del Santón, Ecos de Badad, de Rafael Esteve Nicolau; El campo del moro, de José Espí Ulrich; Un noble más (1928) obra de Julio Laporta Hellín.
Dentro de los compositores que trabajan la marcha mora cabe destacar en:
- Camilo Pérez Laporta, con sus obras La Alhambra del año 1907 y La canción del Harem del mismo año.[12]
- Camilo Pérez Monllor, hijo del anterior y autor de la pieza Uzúl el-msélmin-L'Entrà dels moros, del año 1914 y que ha sido exclusiva de la filá Abencerrajes y de la Banda Primitiva de Alcoy, hasta que pasaran los 100 años de derechos de autor, que han permitido que pueda tocar en otras poblaciones con fiesta de Moros y Cristianos.[12]

También existe una marcha cristiana, que tiene un compositor destacado Amando Blanquer Ponsoda, creador de Aleluya, del año 1958, marcha dedicada a la filá Vascos de Alcoy; en 1962 estrenó la obra Salmo.
Las marchas cristianas tienen un sentido más litúrgico, más religioso. Marchas cristianas entre las décadas de los 60-70 tenemos:
- Bonus Cristianus (1966), de  José María Ferrero Pastor
- Zoraidamir (1969) de José Pérez Vilaplana
- Gentileza (1972) también de José Pérez Vilaplana

Cabe destacar las obras de la década de los 80 del siglo XX:
- Apóstol / poeta Rafael Duyos (1978), de José María Ferrero Pastor
- Víctor (1983), de José Francisco Molina Pérez
- Capitanía Cides (1986), de Antonio Carrillos Colomina
- El Embajador cristiano (1982), de Rafael Mullor Grau

En la década de los 90 del siglo XX las marchas cristianas se vuelven más guerreras destacando las obras:
- Caballeros de Navarra (1990), de Ignacio Sánchez Navarro
- Cyd (1995), de Pedro Joaquín Francés
- Aragoneses 99 (1999) de Daniel Ferrero Silvaje

También dentro de las marchas cristianas hay subgéneros como el conocido como “paso masero”, con obras de José María Valls Satorres como Pas als maseros (1982) o Tabal y saragüells (2003) obra de Mario Roig.
También existen las marchas piratas, que pueden ser del bando moro o cristiano, según los piratas sean de una religión o de otra, destaca Tormenta Pirata (2014) de Ramón García Soler.
Además de estos subgéneros podemos encontrar otros:
| Subgénero          | Características | Obras más destacadas |
| Música religiosa   | Destinada a actos de consideración religiosa. Destacan las marchas o procesiones.                                                                                     | Misa a Sant Jordi (1982), Amando Blanquer Cristo de l’Agonía (1983), José María Ferrero A Sant Miquel vidrier (2005), Francesc Cerdà                                                    |
| Música para ballar | Destinada a los bailes que acompañan el boato. Suele componerse ex profeso para un baile concreto.                                                                    | Destacan así también los coreógrafos como Ana Botella, Virginia Bolufer, Alicia Montava, o los ballets de Ontinyent Òpera o Màsters, que precisan una música creada para cada montaje.  |
| Fanfárrias         | Son piezas de música breve y con mucha intensidad sonora, en ocasiones son bailes, aunque no todas las fanfarrias o fantasías se llevan al baile.                     | Atzenet1238 (1992) de Ramon García i Soler Danza Colorista (1995), de Rafael Mullor Grau                                                                                                |
| Música incidental  | Piezas cortas que se utilizan para ambientar o como entrada o presentación de un evento.                                                                              | Dinàmics (2012), de Francisco Valor Les noces de llibertat (1990), del mestre Blanquer                                                                                                  |
| Poemas sinfónicos  | Piezas más extensas, que representan la historia de los moros y cristianos. Están destinadas a conciertos.                                                            | |
| Obras con coro     | Para poder agrandar la espectacularidad de los desfiles, en las Entradas se suele recurrir a la utilización de una partitura para coros a voz que se une a la música. | Santiago, Capitán Abencerraje (2009) de Saül Gómez Per la terra (2018) de Francisco Valor En Monforte ponen letras para ser cantadas en los pasodobles tanto nuevos como tradicionales. |
| Tabal y dulzaina   | Música muy arraigada en nuestras tierras que adapta al repertorio pasodobles y marchas para animar a la Fiesta.                                                       | Hay piezas creadas desde un principio para ser interpretadas por tabal y dulzaina. Xavier, el coixo (2002), de Joan Iborra Creu daurà (2002) de Francisco Valor Llorens                 |

Queda patente la importancia de la música en la Fiesta y por tanto el valor de los músicos que la interpretan y de los maestros que las crean. Hay pueblos donde dentro de los actos no dejan de lado los destinando a homenajear a los músicos y tu trabajo en la Fiesta. Así la Noche de la Olla, en Alcoy, que es conocida como Día de los Músicos en Alcoy.

### Los actos de la Fiesta
La Fiesta está conformada por un conjunto de actos en los que participan los festeros. Estos actos tienen una nomenclatura especial que en muchos casos es necesario explicar, como por ejemplo el boato. 
Con boato se hace referencia al conjunto de elementos especiales que se utilizan durante el desfile normalmente cuando se tiene un cargo con capitán, alférez, rey, abanderado....Pueden abarcar actividades y ámbitos muy diversos, utilización desde animales (normalmente caballos, pero también podemos ver camellos, dromedarios, elefantes, grandes felinos...) cumpliendo la normativa legal del municipio; construcción de carrozas, ya sean básicas (para trasladar a un grupo de personas) o más complejas como aquellas que representan castillos, mezquitas, paisajes... Además pueden ser articuladas y llevar efectos especiales. También puede consistir en realizar coreografías y bailes más o menos tradicionales. En ocasiones participan incluso actores contratados, o compañías de circo para realizar acrobacias, malabares, espectáculos con fuego...
Estos actos no sólo tienen lugar los días de fiesta sinon que durante todo el año se realizan actividades diversas, como ocurre con las Fallas. Así, las comparsas tienen un amplio abanico de actividades, es por eso que el calendario festero puede estructurarse en:
- Actos anteriores. Son una preparación y un anuncio de la Fiesta. Entre ellos podemos destacar: 
  - Medio Año Festero o Ecuador festero. Un día entero de fiesta con actos diversos, o incluso un fin de semana. Al caer justo cuando ha pasado medio año de la fiesta, pero también cuando queda medio año más, no es realmente ni un acto anterior ni un acto posterior. No tiene raíces históricas ya que es una fiesta moderna.[12]
  - Elección de cargos. Cada pueblo tiene una forma particular de realizar la elección de los cargos.[12]
  - Publicación, Publica, Aviso, Pregón, Día de la Señal, Gloria (porque se hace el domingo de Resurrección). Cada población llama a este acto de una manera u otra. En él se anuncia que la Fiesta se acerca. También en cada población el protocolo y parafernalia de este acto es diferente.[12]
  - Presentación, Proclamación o Exaltación de cargos. De nuevo este acto tiene características diferentes según el lugar donde se realiza. En estos actos sólo participar un mantenedor o pregonero/a que expone los motivos de la Fiesta y exalta públicamente los cargos, destacando sus méritos por merecer el cargo.[12]
  - Conciertos de música festera. Son actos dedicados a los festeros.[12]
  - Desayunos, almuerzos, cenas. Como en casi todas las fiestas de la Comunidad Valenciana, el ámbito gastronómico no puede desligarse de la Fiesta. Muchos son actos privados de cada una de las comparsas, pero los hay hechos para la participación de todos.[12]
  - Concursos, campeonatos de juegos tradicionales. De modo que la cultura popular y tradicional se mantiene con estas actividades lúdicas.[12]
  - Desfile humorístico, Entrada falsa, Noche de la Cena, Noche de Saludes, Alardo. Este acto debe estar ligado a las fiestas de “locos” o “disfraces”. Cada población le llama de forma diferente. Ibi tiene enharinados, Onil y Tibi "mucassares", y Petrel las máscaras; en Ollería, Onteniente y Ayelo de Malferit celebran los Alardos (nombre que nada tiene que ver con el significado de alardo, que es un exhibición de armas)[12]
  - Entradas, Ensayos, Víspera, Noche de la Olla, Noche de los Cirios. Actos que tienen lugar los días previos a la Fiesta, pero en ellos no se muestran las vestimentas de ese año porque son una sorpresa, van vestidos de calle. Los términos Noche de la Olla o Noche de los cirios hacen referencia a actos que se celebran la víspera de la fiesta, el primero porque se cena una olla caliente (en Alcoy). Y la Noche de los Cirios es típica de Bocairente.[12]
  - Entradas de bandas. Acto que en algunas poblaciones como Alcoy, el día previa a la Fiesta es el día de la música y de los músicos. En otros lugares se hacen concursos para determinar la mejor banda, como es el caso de Ontinyent.[12]

- Trilogía Festera. Lo llaman así porque normalmente la Fiesta dura tres días:
  - Primer día. En este día tienen lugar varios actos como:
    - Diana. Acto más relacionado con la soldadesca (aparte de los disparos de arcabucería en las embajadas o en las despertadas) Tienen un carácter preparatorio para la batalla y el paso de revista a las tropas. En Alcoy se ha recuperado la conocida como “Diana vespertina” que es una especie de pasacalle en la antigua, con caballos de cartón.[12]
    - Entrada. Desde el siglo XIX es el acto principal de la Fiesta, es un desfile a estilo militar, una demostración de poder. Hay dos formas de desfilar en la Entrada: en escuadra (en fila india de uno o dos componentes, o en batallón (como los desfiles militares de las tropas o milicias)) Se caracterizan por tener un gran boato u ostentación pública de poder, económico y social también.[12]
    - Entrada Infantil. Últimamente en muchas poblaciones se celebra una entrada infantil donde los protagonistas son los niños que de esta forma se introducen en la fiesta.[12]

  - Segundo día. En este día tienen lugar varios actos como:
    - Despertà, Albà. Acto matinal consistente en un desfile de los festeros, normalmente sin banda de música pero disparando cohetes o arcabuces.[12]
    - Actos religiosos: Ofrendas, Procesiones, Traslados, Misas, T e Deum, Rogativas, Acción de Gracias. El factor religioso es muy importante para entender la fiesta de Moros y Cristianos. El cristianismo se impuso a la religión musulmana y esto está vivo en la fiesta, de hecho tanto filaes de cristianos como de moros transportan tallas e imágenes cristianas.[12]
    - Desfile, Pasacalle, Paseo, Ronda, Vuelta, Acompañada, Recogida, Retreta, Banyà, Arbolà. Son nombres que recibirán las diferentes formas de hacer desfiles por las calles. Suelen ser desfiles más reducidos que los del día de la Entrada.[12]
    - Contrabando, Alijo, Embajada humorística, Embajada de la risa, Juicio del moro traidor, cuerdas de prisioneros. Es la parte lúdica y transgresora de la Fiesta.(9) En todos los casos el acto consiste en, sobre el castillo o el escenario, se representa un teatro, entre cristianos y moros donde se narran hechos y sucedidos locales o supralocales en clave humorística.[12]

  - Tercer día. En este día tienen lugar varios actos como:
    - Embajada, Estafeta, Arenga, Parlamento, Guerrillas, Disparada, Alardo, Sostraca. Este día se rememora la historia de la conquista de Jaime I y su victoria sobre los invasores árabes. Normalmente son una especie de teatros públicos caracterizados por presentar la embajada mora y la embajada cristiana. En la primera parte, los árabes ganan la batalla, pero en la segunda triunfa el bando cristiano. Se pueden distinguir dos actos: la embajada propiamente dicha, con los parlamentos y la declamación de textos creados ex profeso por este acto, o antiguos, ya que se tienen textos de este acto fechado en el siglo XVIII. El segundo actos es la batalla propiamente dicha, donde se dispara pólvora y por eso en algunas poblaciones se conoce ese día como “día de los truenos”.[12]
    - Desembarco. Es la celebración de la batalla de las embajadas en la playa. Algunas poblaciones son costeras y su geografía ha influido en la fiesta, éste es el caso de Villajoyosa, Denia, Calpe u Oliva. En Villajoyosa la fiesta conmemora hecho históricos de 1538, donde la población cristiana hizo frente a los ataques de los piratas berberiscos. Se utilizan maquetas de reducidas dimensiones para la representación dentro del mar. En la ciudad de Alicante estas celebraciones están documentadas desde el siglo XVIII.[12]
    - Tratado de Almisrán. Representación teatral del Tratado de Almisrán, que se celebra en Campo de Mirra (antigua Almisrán) desde 1976. También podemos encontrar un acto similar en Caudete (en La Mancha), donde celebran unas embajadas basadas en textos conocidos como Episodios Caudetanos, siendo los protagonistas la filá de mineros, con estética contrabandista.[12]
    - Rendición. Representación teatral de la rendición de los musulmanes ante la llegada a la población de Jaime I. Se celebra en Petrel durante el Medio Año festero que está en noviembre y desde 1982 se utilizan dos fines de semana consecutivos, y se lleva a cabo por homenajear a los capitanes de todas las filaes.[12]
    - Despojos, Conversión, Milagros, Apariciones. Cuando las Embajadas tienen un carácter más religioso, la aparición del patrón Sant Jordi (Alcoy, Bañeres); o el despojo o Conversión que es la representación teatral en la que los emires o caudiles moros adjueran del islamismo y se convierten a los cristianismo (Bañeres, Villena o Bocairente)[12]
    - Bailes: Baile de moros, Baile del rey moro, Baile de los Espías, Baile de la Mahoma, Baile de caballitos. Son actos con gran historia, arraigados en tradiciones muy antiguas. La primera fiesta documentada con estos actos es en Lérida en 1150. Se trata de danzas y bailes que escenifican el enfrentamiento entre los dos bandos. Estos actos a veces forman partes también de los actos previos o de los de clausura.[12]
    - Plantá, Cierre, Baile de la Bandera, Izada de la bandera. Puede ser también un acto previo con el que se trata de exhibir las banderas y subirlas al castillo como inicio de las fiestas, o al final, para ubicar la bandera cristiana victoriosa y concluir la fiesta. En Valencia ciudad está el Centenar de la Ploma, grupo de cien ballesteros que custodiaban la Señera, manifestando respeto y honores a la Bandera, con el correspondiente baile.[12]
- Actos posteriores. Una vuelta finaliza la fiesta hay poblaciones donde se realizan:
  - Eixabergó, afuera, día de descanso. No es realmente un acto, ni un día de celebración, es un día que se destina al descanso de los festeros que han representado a los guerreros que han luchado contra los invasores musulmanes. En Bocairente como excepción ese día se celebra un tributo a los festeros difuntos.[12]
  - Novenas, Misas. En la mayoría de las poblaciones, la fiesta popular y lúdica finaliza pero la fiesta religiosa puede durar más tiempo, con novenas el honor del san Patrón por lo que se han hecho las Moros y Cristianos.[12]
  - Tributo y homenaje a difuntos, Canto del Adiós, Salves en el cementerio. Se trata de un acto especial para recordar y rendir tributo a los festeros que faltaron a lo largo del año desde la última fiesta.[12]